# Magnolia sumatrana
Magnolia sumatrana là một loài thực vật có hoa trong họ Magnoliaceae. Loài này được (Miq.) Figlar & Noot. xác nhận mô tả khoa học mới nhất năm 2011.
Phân loại dưới loài
Có 2 thứ/ giống đang được công nhận:
- Magnolia sumatrana var. glauca (Blume) Figlar & Noot., 2011: thứ này còn có 2 danh pháp đồng nghĩa khác là Magnolia blumei Prantl và Manglietia glauca Blume.[3]
- Magnolia sumatrana var. sumatrana: thứ này còn có 2 danh pháp đồng nghĩa khác là Manglietia pilosa P.Parm và Manglietia singalanensis A.Agostini.[4]